# 金皇寺
金皇寺（こんこうじ）は島根県大田市仁摩地区にあった浄土宗の寺院。山号は保国山。

## 概要
1570年に石見銀山の極楽寺の良休（りょうく）が創建したと伝わっている。しかし2013年に大阪で闘病していた住職が死去したため、それ以降宗教活動は途絶えていた。
2018年に文化庁宗務課・財務省と交渉、寺の土地と境内地について、1951年の宗教法人法施行以降初となる国有化手続きが進められ、2020年内に解散した。
2021年2月、中世から近代の古文書300点・毛利輝元が寺院の保護を認めた安堵状などの戦国大名に関する文書5点・明治時代に内務大臣などを務めた品川弥二郎が大国村を訪れた際に揮毫した額を発見。古文書は2020年12月、大田市に寄贈した。